# Senyoria de Commercy
La senyoria de Commercy fou una jurisdicció feudal del Sacre Imperi Romanogermànic al comtat de Sorcy.
Hug III senyor de Broyes es va casar amb Estefania de Bar senyora de Commercy que és la primera de la qual es tenen notícies (nascuda vers 1145 i morta després del maig del 1208). Els eu fill Simó I va heretar del pare la senyoria de Broyes vesrs 1173 i de la mare la de Commercy. Simó es va casar amb Niolaua (+ després de 1233) senyora de Montrivel i de Châteauvillain du Jura, filla d'Humbert IV Salins (al Comtat de Borgonya). Foren els pares de Gaucher, vassall de Teobald de Xampanya i Brie que apareix el carta de l'abril del 1225; el 28 de setembre de 1241 feia homenatge a Joan comte de Borgonya i senyor de Salina per Monrevel i…Nant, on s'esmenten els seus fills Simó i Guillem. Aquest Simío seria Simo II, senyor de Commercy. El 1248 s'esmenta una Agnes, senyora de Commercy que tenia dos fills, Gaucher i Enric, i feien homenatge al bisbe de Metz. Aquesta Agnès podria ser en realitat Matilde la filla de Simó III comte de Saarbrucken i esposa de Simó II de Commercy, enllaç que va comportar la unió de la senyoria a Sarrebrück o Saarbrucken el 1271.
La senyoria junt amb la de Broyes va estar en mans de Simó II fins a la seva mort el 1248. Llavors els fills Gaucher i Enric, i després el 1256 el cosí Amadeu senyor de Montfaucon foren senyors de Commercy i Broyes. Amadeu (+ 15 de gener de 1280) des de la mort de la seva cunyada el 1271 es va titular comte de Saarbrücken i el 1276, al morir Matilde, va deixar pas al fill i hereu Simó III de Commercy i IV de Saarbrücken. El 10 d'abril de 1293 apareix un Guacher amb un fill del mateix nom (assenyalat com Gaucher de Commercy), senyor de Monrivel, que feien homenatge a Joan de Chalon senyor d'Arlay, pel castell de Chatelvilain, sens dubte descendent dels antics senyors.
Simó III (IV) va morir el 1309 i el va succeir Joan I. Aquest tenia dos fills, Simó i Joan però el primer va morir abans que el pare el 1326. Joan va morir el 23 de gener de 1341 i va deixar els afers arranjats: la branca del germà difunt, representada pel fill Joan II va obtenir Saarbrücken i la meitat de la senyoria de Commercy, i el seu oncle Joan III l'altra meitat de Commercy. El repartiment es va arranjar definitivament el 1344 al morir Joan II. Joan III de Commercy va estar a la guerra a França i va participar en la batalla de Poitiers (1356) estant després dues vegades presoner per un temps; va morir vers 1384 i el van succeir els seus fills Simó i Amat I, com a consenyors. Simó és esmentat per darrer cop el 1393 a l'illa de Xipre i el març de 1396 Amat es partia l'herència particular amb el seu germà Joan bisbe de Verdun. Posteriorment apareix Amat sol mort fins al 1314 quan va morir en combat. apareix l'esmentat Amedee (Amadeu) senyor de Commercy el 1256 i mort el 1280, comte consort de Saarbrücken, però hauria estat governant d'una part de la senyoria unida al comtat de Saarbrücken i no pot tenir relación amb Amat mort més d'un segle després.
Mort Amat I el va succeir el seu fill Robert que el 1417 es va casar amb Joana de Pierrepoint comtessa de Roucy i senyora de Braine que li va aportar aquestos dominis. Robert va morir el 1464. A la mort de la seva esposa Joana el comtat de Roucy va passar al fill gran Joan, i Commercy i Braine al fill segon Amat II. Aquest va morir el 1476 i el va succeir el seu fill Robert II. Per la seva banda Joan de Roucy va morir el 1492 i Amat el va heretar reunint altre cop Roucy, Commercy i Braine.
Va morir el 1504. Estava casat amb Maria d'Amboise i tenia un fill i tres filles; el successor fou Amat III que es va casar el 1520 però el seu fill Robert va morir poc després de néixer, i Amat va morir el 19 de novembre de 1525 sense successió directe; l'herència es va repartir entre les tres germànes, la més gran Filipa va obtenir Commercy. La segona, Caterina, que ja ho administrava des de 1505, el comtat de Roucy (estava casada amb Antoni de Royen o Roye); i la tercera Guillerma, casada amb Robert III de La Mark duc de Bouillon, va obtentir Braine amb títol comtal que va aportar al seu marit.
Felipa de Commercy va prendre possessió el 1526. Era vídua de Carles de Silly senyor de la Roche-Gouyon, i tenia tres fills mascles, Nicolau (+1527), Lluís i Jaume; va morir el 8 de juny de 1551 i els dos fills es van repartir l'herència i la del seu germà Nicolau (deixant una petita part a la germana). Jaume de Silly conegut com el comte de Rochefort, va governar fins a la seva mort el juliol de 1571. Casat amb Clàudia d'Annebaut no va tenir fills i va deixar hereu de Commercy a un nebot de nom Joan d'Urrea, mort el 1587. En aquest temps ja la senyoria era una més de les nombroses que els nobles posseïen i rarament era visitada pel titular.